# Rudolf Batz
Rudolf Christoph Batz, född den 10 november 1903 i Langensalza, provinsen Sachsen, Preussen, Kejsardömet Tyskland, död den 8 februari 1961 i Wuppertal, var en tysk jurist och SS-Standartenführer.
Batz ledde mellan den 1 juli och den 4 november 1941 Einsatzkommando 2, ett mobilt insatskommando, inom Einsatzgruppe A och deltog i förintelsen av Lettlands judiska befolkning. Vid oktober månads slut 1941 hade Einsatzkommando 2 mördat 31 598 personer. Senare under andra världskriget var Batz kommendör för Sipo och SD i Kraków i Generalguvernementet.
Batz greps 1961 och begick självmord i undersökningshäkte.